# Штаремберг, Георг Адам фон
Граф (с 1765 года — князь) Георг Адам фон Штаремберг (нем. Georg Adam von Starhemberg; 10 августа 1724, Лондон — 19 апреля 1807, Вена) — австрийский дипломат, придворный и государственный деятель. Посол Австрии во Франции (1754—66), министр внутренних дел (1766—70), полномочный министр в Австрийских Нидерландах (глава регионального правительства; второе лицо после генерал-губернатора; 1770—83), оберст-гофмейстер (высшая придворная должность Австрии; 1783–1807) и конференц-министр (1790). Кавалер ордена Золотого руна  (1759). Также известен, как владелец венского театра «Ауф дер Виден», где при нём состоялась премьера оперы Вольфганга Амадея Моцарта «Волшебная флейта».

## Биография
Представитель старинного рода графов Штарембергов. Родился в 1724 году в Лондоне пятым сыном в семье австрийского посла графа Конрада Зигмунда фон Штаренберга и его супруги Марии-Леопольдины, дочери князя Максимилиана Карла Альберта Левенштайна-Вертгейма-Рошфора. Его крестным отцом стал король Великобритании Георг I, в честь которого он получил своё первое имя — Георг. 
Рано потеряв отца, получил домашнее образование под руководством матери и двоюродного деда по отцу — министра финансов Гундакера Томаса фон Штаремберга. Для продолжения образования совершил большое путешествие (гран-тур) по европейским государствам и их столицам.  
После возвращения в Австрию, в 1742 году поступил на государственную службу. В 1744 году вступил в Лейпциге в масонскую ложу «Трёх пальм». В 1748 году стал камергером эрцгерцога Иосифа (будущего императора). В 1750 году был отправлен в составе австрийской миссии в Португалию, в 1752 году — в Испанию, несколько позже в том же году — во Францию, где привлёк внимание австрийского посла Венцеля Антона Кауница, который ему в дальнейшем покровительствовал. 
С 1754 по 1766 год — австрийский посол во Франции. Штаремберг много сделал для сближения двух стран, заключения Первого Версальского договора 1756 года, а также состоявшемуся позднее заключению брака между австрийской принцессой Марией-Антуанеттой и французским престолонаследником, будущим королём Людовиком XVI.
За свои заслуги  был награждён орденом Золотого руна (1759) и получил княжеский титул (1765). 
В 1766 году был отозван в Вену, и, по протекции Кауница, назначен министром внутренних дел. В 1767 году Штаремберг был награждён большим крестом ордена Святого Стефана. В 1770 году, будучи имперским комиссаром, он сопровождал Марию-Антуанетту в её предсвадебном путешествии до Страсбурга. По личному приглашению французского короля Штаремберг отправился в Париж, чтобы присутствовать на свадьбе. Позднее он получил в дар парадный портрет Марии-Антуанетты, который очень бережно хранил.
В том же 1770 году Штаремберг был назначен полномочным министром в Австрийские Нидерланды (современная Бельгия). Там он возглавил администрацию генерал-губернатора Карла Александра Лотарингского. Это произошло по настоянию императора Иосифа, который хотел отдалить Штаремберга от своей матери, императрицы Марии Терезии, доверием которой тот пользовался, и Кауница. 
В целом, ситуация в Австрийских Нидерландах в то время была довольно благоприятной. Предшественники Штаремберга, такие, как граф Иоганн Карл Филипп фон Кобенцль, уже провели значительные реформы. Экономическая ситуация улучшилась, культура развивалась. Теперь Штаремберг делал все возможное, чтобы закрепить и усилить это развитие. Борьба с бедностью и попрошайничеством была для него особенно важна. Он убедил городские магистраты строить приюты для бездомных; покровительствовал наукам и искусствам. Во время Войны за независимость США Штаремберг стремился к установлению торговых отношений с формирующимся государством. 
В Австрийских Нидерландах Штаремберг жил преимущественно в замке Мёдон недалеко от Брюсселя. Там же он в 1781 году принимал императора Иосифа. Собрал коллекцию произведений искусства. В 1780 году замещал губернатора Карла Лотарингского во время болезни последнего. Даже после того, как скончавшегося Карла Лотарингского на посту губернатора сменил Альберт Казимир Саксен-Тешенский, Штаремберг сохранял свою должность полномочного министра ещё в течение трёх лёт — до 1783 года.
В 1783 он вернулся в Вену, где был сделан оберст-гофмейстером (высшая придворная должность Австрии) и шефом-полковником личной гвардии императора. Однако, одновременно император Иосиф приложил определённые усилия к тому, чтобы оградить Штаремберга от участия в политике, сведя его функции к придворным и церемониальным. Представляя императора, он принимал многочисленных иностранных послов и сановников, посещавших Вену в своём городском дворце на Миноритенплац (Площади миноритов), который усовершенствовал и великолепно обставил, а на всё лето уезжал из Вены в один из своих загородных замков (Альтерлаа, Хебаттендорф или Эфердинг). В Вене Штаремберг, начиная с 1784 года, также владел общественным (т.е. открытым за плату для публики) театром «Ауф дер Виден», где в те годы состоялась премьера оперы Вольфганга Амадея Моцарта «Волшебная флейта», которая была исполнена на этой сцене 223 раза, вплоть до закрытия театра в 1801 году.
Когда в 1790 году император оказался не в состоянии лично руководить государством из-за проблем со здоровьем, он учредил небольшой конференц-совет из пяти членов (конференц-министров) для управления важнейшими государственными делами. Одним из членов конференц-совета стал Штаремберг. В качестве конференц-министра он участвовал в обсуждении возможной войны с Пруссией, которая не состоялась.
После смерти императора Иосифа, император Леопольд II подтвердил Штаремберга в должности оберст-гофмейстера (также поступил и следующим после Леопольда взошедший на престол император Франц). Когда в 1791 году в Вену прибыли младший брат Людовика XVI Карл де Артуа и другие французские эмигранты, Штаремберг представил их ко двору. Однако он скептически отнёсся к их стремлению втянуть Австрию в войну против революционной Франции. Став одним из лидеров партии мира, Штаремберг выступал против воинственной антифранцузской политики. Однако, война с Францией, быстро ставшая довольно неудачной для Австрии, началась, тогда как политическое влияние князя Штаремберга сильно упало. 
Скончался Штаремберг в 1807 году в Вене, по-прежнему в должности оберст-гофмейстера, но вновь выполняя, уже около десяти лет, только придворные и церемониальные функции.